# Josef Pilnáček

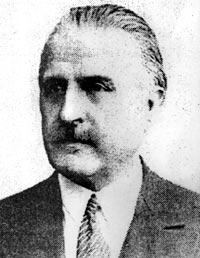
Josef Pilnáček

Josef Pilnáček (* 9. Februar 1883 in Schwarzenberg; † 21. Februar 1952 in Wien) war ein aus Mähren stammender Historiker, Heraldiker und Genealoge.

## Leben
Josef Pilnáček erhielt eine Ausbildung an der Wirtschaftsschule in Prerau und studierte anschließend an der Landwirtschaftlichen Hochschule in Wien. Danach verwaltete er den väterlichen Grundbesitz. Im Jahre 1912 trat er als Mitglied in die Heraldisch-Genealogische Gesellschaft Adler in Wien ein. Nach dem Ersten Weltkrieg, in dem er als Offizier diente, lebte er mit seiner Ehefrau in Wien. Dort intensivierte er seine Studien zur Heraldik und Genealogie mährischer und schlesischer Geschlechter und deren Wohnsitze. Die daraus gewonnenen Erkenntnisse führten zu zahlreichen Veröffentlichungen in tschechischer und deutscher Sprache. Dabei war ihm die wissenschaftliche Beratung durch die Heraldisch-Genealogische Gesellschaft, die zudem über eine entsprechende Fachbibliothek verfügte, hilfreich.
Über seine Herkunft und Familie ist wenig bekannt. Er soll das jüngste von vier Kindern des gleichnamigen Josef Pilnáček und seiner Ehefrau, einer geborenen Přibylová aus Jestřebí gewesen sein. Vor Ausbruch des Ersten Weltkriegs soll er eine deutsche Bankierswitwe (Mary Mediansky ?) geheiratet haben, die aus Budapest stammte. Mit ihr soll er ausgedehnte Reisen unternommen haben.
Nach seinem Tod 1952 erschienen aus seinem Nachlass weitere Publikationen, die sein Ansehen als Fachmann der Historischen Hilfswissenschaften der Genealogie und Heraldik mehrten. In seinem Testament vermachte er sein Vermögen, eine umfangreiche Fachbibliothek und den literarischen Nachlass mit dem Anspruch auf die Lizenzgebühren dem Landesarchiv in Brünn. Er wurde am evangelischen Teil des Wiener Zentralfriedhofs bestattet.

## Werke (Auswahl)
- Královéhradecké, chrudimské, pražské a jiné rodiny erbovní a měšťanské, 1919
- Dějiny rodu Pilniaczků z Radostic a svobodnické rodiny Pilniaczků, 1920
- Das ehemalige Familienarchiv von Boskowitz. In: Adler 1924: Seite 150–152, 155 f.; 1927: Seite 247–249
- Paměti městyse Černé Hory, 1926
- Rodokmen a vývod Tomas Garrigue Masaryka, 1927
- Genealogie Podstatských z Prusinovic, 1928
- Dějiny města Blanska a okolních hradů, 1927 (Denkmäler der Stadt Blansko und der umliegenden Burgen)
- Novy hrad u Blanska, 1927
- Stěžejní dílo je „Staromoravští rodové“, 1930
- Die älteste Genealogie der Familie von Studnitz, Wien 1933
- Familienchronik des Geschlechts von der Dressel mit einem Beitrag zur frühen europäischen Heraldik, Wien 1952
- Genealogie der Familie Podstatzky von Prusinowitz, Podstatzky-Prusinowitz-Thonsern, auch Grafen (seit 1714) Podstatzky-Lichtenstein, Freiherrn von Prussinowitz, überarbeitete und ergänzte Ausgabe, 1936
- Die älteste Genealogie der Grafen von Wilczek, 1936
- Genealogie Lipovských z Lipovic, 1937
- Genealogie der schlesischen uradeligen Familie der Donat von Gross-Polom, 1938
- 250 let blanenskych zelezaren, 1949 (250 Jahre Eisenwerke von Blansko)
- Familiengeschichte der Familie Pelka v. Borislawitz aus Schlesien, sowie anderer Pelka Familien im schlesisch-mährischen Raum, 1971
- Staromoravští rodove, Kremsier 1926; 2. Auflage Wien 1927, Reprint Brno 1972
- Neznámé rody a znaky staré Moravy, 1983
- Rody starého Slezska (Die Geschlechter des alten Schlesiens), t. 1–5 (1991–1998, wyd. 1 niepelne 1969–1972), herausgegeben von der Heraldischen Sektion des Museums zur Förderung und Bearbeitung von Gold in Jilove u Prahy
- Staromoravští rodové, 1996